# La Fontelaye
La Fontelaye település Franciaországban, Seine-Maritime megyében. Lakosainak száma 24 fő (2022. január 1.). La Fontelaye Val-de-Saâne, Bourdainville, Imbleville és Vibeuf községekkel határos.

## Népesség
A település népességének változása:
| Lakosok száma | 35   | 34   | 32   | 31   | 29   | 28   | 27   | 25   | 24   |
|               | 2013 | 2015 | 2016 | 2017 | 2018 | 2019 | 2020 | 2021 | 2022 |